# Jessica Gal
Pour les articles homonymes, voir Gal.
Jessica Shelley Isabel Gal, née le 6 juillet 1971 à Amsterdam, au Pays-Bas est une judokate néerlandaise.
Elle est la sœur de la judokate Jenny Gal.

## Palmarès
| Année | Compétition           | Lieu       | Résultat | Catégorie      |
| ----- | --------------------- | ---------- | -------- | -------------- |
| 1987  | Championnats du monde | Essen      | 3e       | Moins de 48 kg |
| 1988  | Championnats d'Europe | Pampelune  | 1re      | Moins de 48 kg |
| 1989  | Championnats du monde | Belgrade   | 3e       | Moins de 48 kg |
| 1991  | Championnats d'Europe | Prague     | 1re      | Moins de 52 kg |
| 1992  | Championnats d'Europe | Paris      | 2e       | Moins de 52 kg |
| 1993  | Championnats du monde | Hamilton   | 3e       | Moins de 56 kg |
| 1994  | Championnats d'Europe | Gdańsk     | 1re      | Moins de 56 kg |
| 1995  | Championnats d'Europe | Birmingham | 3e       | Moins de 56 kg |
| 1996  | Championnats d'Europe | La Haye    | 1re      | Moins de 56 kg |
| 1999  | Championnats du monde | Birmingham | 3e       | Moins de 57 kg |
| 2000  | Championnats d'Europe | Wrocław    | 3e       | Moins de 57 kg |